# Tier-1-операторы

Архитектура сетей разного уровня в Интернет

Tier-1-операторы, провайдеры первого уровня, transit-free — магистральные Интернет-провайдеры, которые соединены со всей сетью Интернет исключительно через пиринговые стыки. Альтернативное название Tier-1-оператора «transit-free» подчеркивает тот факт, что он не пользуется транзитом трафика через сети других операторов.
Несмотря на отсутствие формального определения для иерархии IP-операторов, общеупотребительным среди специалистов является такое деление:
- Tier-1 — оператор, который имеет доступ к сети Интернет исключительно через пиринговые соединения;
- Tier-2 — оператор, который имеет доступ к части сети Интернет через пиринговые соединения, но покупает транзит IP-трафика для доступа к остальной части Интернета;
- Tier-3 — оператор, который для доступа к сети Интернет использует исключительно каналы, которые покупает у других операторов.

Иерархическая структура операторов интернета Tier-1, Tier-2, Tier-3, …  постепенно размывается, операторы стремятся устанавливать прямые линки и топология Интернета приближается к плоской (англ. Flat Internet).

## Особенности маршрутизации
Поскольку Tier-1 не имеют альтернативных транзитных путей, хождение интернет-трафика между любыми двумя Tier-1 сильно зависит от отношений их пиринга. Если обмен между двумя Tier-1 прекращается (обычно по одностороннему решению какого-либо из Tier-1), сети, подключённые только к одному из них, не будут видеть сети, подключённые к другому. Такое «дробление» Интернета, когда одна его часть не может взаимодействовать с другой, уже не раз происходило в истории Интернета. Как правило, эти части остаются разделёнными, пока одна из сторон не начинает покупать IP-транзит (теряя таким образом статус Tier-1), либо пока коллективные возмущения и/или юридические угрозы не приводят к добровольному возобновлению пиринга между этими операторами.
Клиентов Tier-2-операторов (и более низких уровней иерархии) обычно это разделение не затрагивает, потому что эти операторы могут иметь обмен с двумя или более Tier-1-операторами.

## Маркетинг
Из-за отсутствия официального определения или авторитетного органа, однозначно определяющего, кто является Tier-1-оператором, этот термин часто используется как маркетинговый лозунг, а не как техническое описание сети. Частые заблуждения об иерархии IP-операторов включают в себя:
- Операторы Tier-1 ближе к «центру Интернета».
- Операторы Tier-1 предоставляют лучшее соединение с Интернетом.
  - Некоторые Tier-2 значительно больше некоторых Tier-1, и могут предоставлять соединение лучшего качества или более скоростное.
- Операторы Tier-2 являются посредниками в продаже Интернета от Tier-1.
  - Многие Tier-2 основную часть Интернета видят через паритетные каналы, и лишь небольшую оставшуюся часть — через платный IP-транзит.

Поскольку эта иерархия используется для оценки в сфере маркетинга и продаж, клиентам навязывается мнение, что они должны покупать Интернет только у Tier-1. Это приводит к тому, что многие операторы называют себя Tier-1, не являясь таковыми на самом деле, но получая тем самым преимущество в конкуренции.
Иногда для определения статуса называют количество маршрутизаторов, длину оптических линий, количество клиентов и т. д. Это — довольно объективные способы для оценки размера, распространённости, качества или важности оператора, но они не имеют отношения к определению статуса Tier-1.
Также иногда вызывает споры вопрос о том, можно ли купить статус Tier-1 путём организации платного пиринга вместо получения этого статуса путём удовлетворения требований всех Tier-1 на бесплатный пиринг. Организация платного пиринга может имитировать маршрутизацию Tier-1-оператора, но при этом не имитируя финансовые и политические аспекты, поэтому такие операторы обычно не рассматриваются как Tier-1.

## Глобальность
Распространённой темой для разговоров является концепция «регионального Tier-1». Региональный Tier-1 — это оператор, который не является Tier-1 в глобальном смысле, но обладает многими классическими свойствами, характерными для Tier-1, в пределах определённого региона.
Типичным для подобной ситуации является случай оператора, монополию которого в той или иной мере поддерживает правительство. В своих странах такие операторы ведут политику, сходную с политикой Tier-1, то есть закрытость для бесплатного пиринга с другими операторами в этом регионе. При этом, такой оператор может распространять свои услуги в других странах и регионах, и там он может покупать транзит или пиринг, как обычный Tier-2-оператор.
Примером такого поведения является Австралия, где группа операторов ни при каких условиях не делает пиринг с новыми операторами, но при этом распространяет своё влияние на Соединённые Штаты и другие регионы, где свободно строит паритетные каналы с многими другими операторами.
Хотя определение региональных Tier-1 даёт определённое понимание политики пиринга и обмена трафиком в этих регионах, такие операторы не попадают под определение Tier-1, поскольку у них нет глобального бесплатного для них IP-транзита.

## История
Изначально бэкбоном Интернета был ARPANET. В 1989—1990 он был заменен на бэкбон NSFNet. Это уже было похоже на бэкбон Tier-1. Интернет можно было определить как нечто, дающее возможность обмениваться информацией с его бэкбоном. Когда Интернет стали предоставлять частные организации, была разработана новая архитектура Сети, основанная на децентрализованном роутинге EGP. Появившиеся Tier-1-операторы и связи между ними более не нуждались в NSFNet, и впоследствии сделали его ненужным.
30 апреля 1995 года бэкбон NSFNet был отключен.
На 2007 год бэкбоном Интернета фактически являлись Tier-1-операторы.
В 2008 году в мире работали 7 операторов Tier-1.
По данным газеты New York Times, в 2008 году интернет-трафик в меньшей степени стал зависеть от сетей США, чем раньше.
В 2012 году, по данным PC Magazine, было около дюжины Tier-1-операторов, большинство из них — североамериканские.

## Список Tier-1-операторов
По отчету IDC от 2006 года, заказанному компанией NTT, следующие сети являлись операторами Tier-1:
1. Cogent Communications (AS 174)
2. AboveNet (AS 6461)
3. AT&T (AS 7018, AS 2686, AS 5623, and others)
4. Global Crossing (AS 3549)
5. Level 3 (AS 3356)
6. MCI EMEA (AS 702), MCI UUNET (AS 701/703), куплены Verizon Business
7. NTT Communications (AS 2914)
8. SAVVIS (AS 3561)
9. Sprint (AS 1239)
10. Teleglobe (AS 6453), стал частью VSNL

| Название                               | номер AS |
| -------------------------------------- | -------- |
| Cogent Communications                  | 174      |
| AT&T                                   | 7018     |
| Global Crossing (GX)                   | 3549     |
| Level 3                                | 3356     |
| Verizon Business (бывший UUNET)        | 701      |
| NTT Communications (бывший Verio)      | 2914     |
| Qwest Communications                   | 209      |
| SAVVIS                                 | 3561     |
| Sprint Nextel Corporation              | 1239     |
| Telia Sonera                           | 1299     |
| Tata Communications (бывший Teleglobe) | 6453     |
| Telecom Italia Sparkle (Seabone)       | 6762     |

| Название                        | номер AS |
| ------------------------------- | -------- |
| AOL Transit Data Network (ATDN) | 1668     |

Из-за маркетинговых соображений, многие ошибочно считают Tier-1-операторами другие организации, на самом деле ими не являющиеся. Многие онлайн-ресурсы поэтому включают в свои списки Tier-1-операторов, не удовлетворяющих этим требованиям.
Эти сети повсеместно признаны сетями уровня 1, поскольку они могут достигать всего Интернета (IPv4 и IPv6) через пиринг без расчетов. Рейтинг CAIDA AS является рангом важности в Интернете.
| Название                                                 | Штаб-квартира  | Номер AS | Рейтинг CAIDA AS | Оптоволоконный маршрут (км) | Пиринговая политика                                          |
| -------------------------------------------------------- | -------------- | -------- | ---------------- | --------------------------- | ------------------------------------------------------------ |
| Cogent Communications                                    | США            | 174      | 3                | 164,456                     | Cogent Communications Пиринговая политика                    |
| AT&T                                                     | США            | 7018     | 21               | 660,000                     | AT&T Пиринговая политика                                     |
| Deutsche Telekom Global Carrier                          | Германия       | 3320     | 22               | 250,000                     | DTAG Детали пиринга                                          |
| GTT Communications                                       | США            | 3257     | 4                | 232,934                     | GTT Пиринговая политика                                      |
| Liberty Global                                           | Великобритания | 6830     | 31               | 800,000                     | Принципы пиринга                                             |
| Lumen Technologies (ранее Level 3)                       | США            | 3356     | 1                | 885,139                     | CenturyLink Пиринговая политика; Level 3 Peering Policy      |
| Lumen Technologies (ранее Level 3 ранее Global Crossing) | США            | 3549     | 26               | 885,139                     | CenturyLink Пиринговая политика; Level 3 Peering Policy      |
| NTT Communications (ранее Verio)                         | Япония         | 2914     | 6                |                             | Global Пиринговая политика                                   |
| Orange                                                   | Франция        | 5511     | 14               | 495,000                     | OTI Пиринговая политика                                      |
| PCCW                                                     | Гонконг        | 3491     | 10               |                             | Пиринговая политика                                          |
| Sprint (T-Mobile US)                                     | США            | 1239     | 32               | 42,000                      | Пиринговая политика                                          |
| Tata Communications (ранее Teleglobe)                    | Индия          | 6453     | 9                | 700,000                     | Пиринговая политика                                          |
| Telecom Italia Sparkle (Название AS — Seabone)           | Италия         | 6762     | 5                | 560,000                     | Пиринговая политика                                          |
| Telia Carrier                                            | Швеция         | 1299     | 2                | 65,000                      | TeliaSonera International Carrier Global Пиринговая политика |
| Telxius (Дочерняя компания Telefónica)                   | Испания        | 12956    | 15               | 65,000                      | Пиринговая политика                                          |
| Verizon Enterprise Solutions (ранее UUNET)               | США            | 701      | 18               | 805,000                     | Verizon UUNET Пиринговая политика 701, 702, 703              |
| Zayo Group (ранее AboveNet)                              | США            | 6461     | 8                | 196,339                     | Zayo Пиринговая политика                                     |

Хотя большинство из этих провайдеров Tier 1 предлагают глобальное покрытие (на основе опубликованной карты сети на их соответствующих общедоступных веб-сайтах), некоторые из них имеют географические ограничения. Тем не менее, они предлагают глобальное покрытие для мобильных телефонов и услуг типа IP-VPN, которые не связаны с тем, чтобы быть провайдером Tier 1.